# Жаклін Лінецкі
Жаклін Мішель Лінецкі (Jaclyn Michelle Linetsky; 8 січня 1986 — 8 вересня 2003) — канадська актриса, яка зіграла роль головної героїні у мультсеріалі Каю та Меган О'Коннор у телесеріалі «Школа перших ракеток» (15/Love).

## Раннє життя
Жаклін Мішель Лінецкі народилася 8 січня 1986 року у Монреалі в родині євреїв Террі (уроджена Вайнер) і Ларрі Лінецкі. Вона була молодшою з трьох дітей і мала двох старших сестру і брата, Келлі та Дерека.

## Кар'єра
У віці восьми років Лінецкі почала виступати в театральних постановках. У віці 10 років озвучувала рекламу на радіо.
Лінецкі озвучувала головну героїню мультсеріалу Каю з 2000 року до її смерті в 2003 році. Вона також озвучила Бітці в мультсеріалі Daft Planet (2002); Лорі Макні у другому сезоні «Що з Енді?» (2003—2004), замінивши американську актрису озвучування Коллін О'Шонесі; Кіт у Kit & Kaboodle; кота Гунджі, а також додаткові голоси у мультсеріалі Сагва, китайський сіамський кіт; Юкарі на Tommy & Oscar; Бренди у Гнилому Ральфі та Мег у мультсеріалі «Мега малюки» .
Інші ролі в озвучці включали «Діти з кімнати 402», «Вуншпунш», «Пригоди сільської миші та міської миші», «Саймон у країні крейдових малюнків», "Джим Баттон " і відеоігри «Алекс будує свою ферму» та «Evolution Worlds» .
У 2003 році Лінецкі отримав роль у драматичному телесеріалі Школа юних ракеток (оригінальна назва 15/Love) про молодих тенісисток. Її героїня, Меган О'Коннор, закохалася у Себастьєна Дюбе (персонажа Вадима Шнайдера).

## Смерть
8 вересня 2003 року Лінецкі і Вадим Шнайдер їхали на зйомки до Сен-Сезера, Квебек. З невідомих причин їхній фургон Dodge Caravan виїхав на зустрічну смугу та врізався у напіввантажівку, в результаті чого автомобіль спалахнув.
Шнайдер загинув миттєво під час зіткнення, а Лінецкі з численним травмами та опіками померла у лікарні менш ніж через дві години . Їм обом було по 17 років.
10 вересня 2003 року відбувся похорон, на який прийшло понад 1500 людей. Її поховали в меморіальному парку Кехал Ізраель у Доллар-де-Ормо, передмісті Монреаля.
Сценаристи телесеріалу 15/Love зрештою вирішили, що персонажі Лінецкі та Шнайдера Меган О'Коннор і Себастьєн Дюбе загинуть в авіакатастрофі біля узбережжя острова Вайт, Англія, після тенісного турніру.
Після її смерті Лінецкі замінила Елеонор Нобл як голос Лорі Макні у What's with Andy? та Енні Бовейр як голос Каю.

## Вшанування
Епізод What's with Andy? під назвою «Nurse Jen» був присвячений її пам'яті, як і епізод 15/Love під назвою «Curveballs P.1» і серія Каю «Каю на відпочинку» . Остання серія 15/Love також була присвячена її пам'яті. У 2009 році школа Святого Георгія в Монреалі, де навчалася Лінецкі, перейменувала свою програму виконавського мистецтва на «Програму виконавського мистецтва Жаклін Лінецкі».